# Maurice Gagnol
Pas d'image ? Cliquez ici

a Compétitions nationales et continentales officielles uniquement.

Maurice Gagnol, né le 13 septembre 1912 à Montluçon (France) et mort le 12 décembre 1970 à Cadillac-sur-Garonne (France), est un joueur français de rugby à XV et de rugby à XIII évoluant au poste de demi de mêlée dans les années 1930 et 1940.

## Biographie
Maurice Gagnol se révèle jeune grand espoir du rugby à XV au sein de l'A.S. Béziers. Muté sur la région lyonnaise durant son service militaire, il joue alors pour le N.A.C. Roanne avec Henri Dechavanne. En 1934, lors de l'arrivée du rugby à XIII en France, il rejoint à l'instar de nombreux joueurs ce nouveau code de rugby et signe pour le nouveau club du S.O. Béziers XIII avec Baptiste Carbo et Jean Quéroli. Seulement, après quelques mois d'existence, le club se met en retrait et oblige M. Gagnol à signer pour Bordeaux XIII. Avec ce dernier, il y reste quatre saisons avec succès, remportant le Championnat de France en 1937 avec Henri Audurau et Raoul Bonamy.
Toutefois en 1939, la Seconde Guerre mondiale éclate alors et le rugby à XIII est rapidement interdit. Maurice Gagnol revient ainsi au rugby à XV remportant la Coupe nationale en 1942 avec la sélection de « Côte d'Argent », puis en disputant la finale de la Coupe de France en 1944 avec le Stade bordelais.

## Palmarès

### Rugby à XV
- Collectif : 
  - Vainqueur de la Coupe nationale : 1942 (Côte d'Argent).
  - Finaliste de la Coupe de France : 1944 (Stade bordelais).

### Rugby à XIII
- Collectif : 
  - Vainqueur du Championnat de France : 1937 (Bordeaux).
  - Finaliste du Championnat de France : 1936 (Bordeaux).

#### Statistiques en club
| Saison    | Saison          | Championnat           | Championnat | Coupe           | Coupe       |
| Saison    | Saison          | Comp.                 | Class.      | Comp.           | Class.      |
| --------- | --------------- | --------------------- | ----------- | --------------- | ----------- |
| 1934-1935 | SO Béziers XIII | Championnat de France | 10e         | Coupe de France | Non disputé |
| 1935-1936 | Bordeaux XIII   | Championnat de France | Finaliste   | Coupe de France | 1/2 finale  |
| 1936-1937 | Bordeaux XIII   | Championnat de France | Vainqueur   | Coupe de France | 1/2 finale  |
| 1937-1938 | Bordeaux XIII   | Championnat de France | 1/2 finale  | Coupe de France | 1/4 finale  |
| 1938-1939 | Bordeaux XIII   | Championnat de France | 1/2 finale  | Coupe de France | 1/2 finale  |